# Richard Herrick
Richard J. Herrick (15 de junio de 1931 - 14 de marzo de 1963) fue el primer receptor del mundo de un trasplante de órgano humano exitoso, recibiendo un riñón de su hermano gemelo idéntico Ronald, en una operación realizada por Joseph Edward Murray, Hartwell Harrison y Joseph Merrill en 1954.

## Trasplante de riñón
Después de ser dado de alta de los guardacostas, Herrick se encontró con que le diagnosticaron una enfermedad renal, y le pronosticaron muy poco tiempo de vida. Sin nada que perder y mucho que ganar, le informaron de que un profesor de la Escuela de Medicina de Harvard estaba experimentando con la idea de trasplantar órganos sanos a personas cuyos órganos habían fallado. El 23 de diciembre de 1954 se realizó la cirugía, recibiendo Richard uno de los riñones de Ronald. Richard sobreviviría a la operación durante 8 años.